# Malacomys
A Malacomys az emlősök (Mammalia) osztályának a rágcsálók (Rodentia) rendjébe, ezen belül az egérfélék (Muridae) családjába tartozó nem.

## Rendszerezés
A nembe az alábbi 3 faj tartozik:
- Malacomys cansdalei Ansell, 1958
- Malacomys edwardsi Rochebrune, 1885
- Malacomys longipes Milne-Edwards, 1877 - típusfaj